# 2019济南马拉松

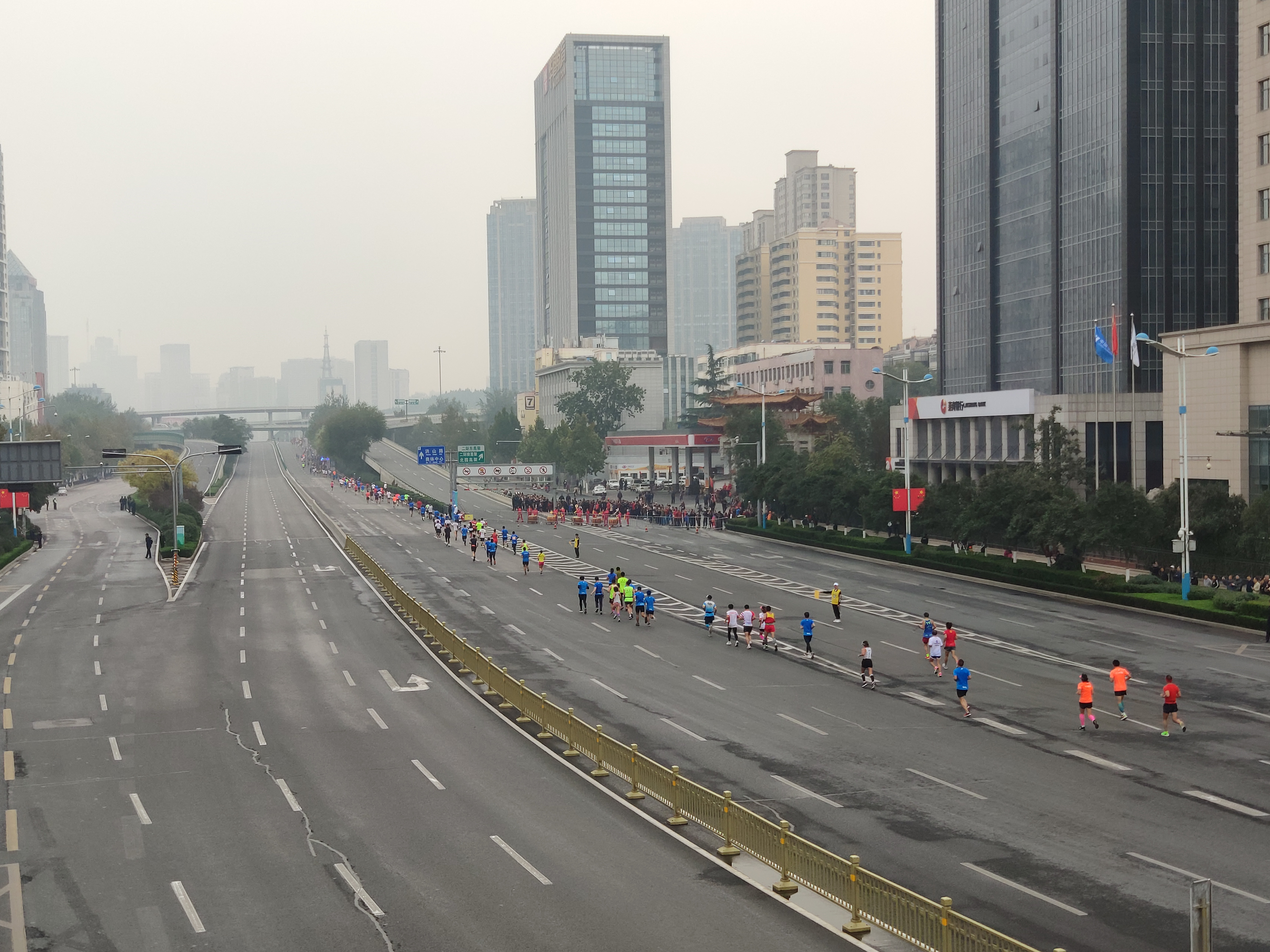
在燕山立交桥附近的选手

2019济南马拉松，全称2019泉城（济南）马拉松，简称泉城马，于2019年11月2日在山东省济南市举办。此次赛事预计参加人数2万人，设全程马拉松、半程马拉松、迷你马拉松3个项目。其中全程马拉松6000人。这将是济南历史上第一次按照中国田径协会A1类赛事标准举办的一次国际马拉松赛事。
本次赛事起点为大明湖南门，经工业南路折返后，在济南奥体中心结束。
在10月30日-11月1日期间，2019泉城（济南）马拉松博览会也将在济南奥体中心举办。